# Bickley, Western Australia
Bickley är en del av en befolkad plats i Australien. Den ligger i kommunen Kalamunda och delstaten Western Australia, omkring 22 kilometer öster om delstatshuvudstaden Perth.
Runt Bickley är det ganska tätbefolkat, med 160 invånare per kvadratkilometer.. Närmaste större samhälle är Armadale, omkring 18 kilometer sydväst om Bickley.
I omgivningarna runt Bickley växer huvudsakligen savannskog. Genomsnittlig årsnederbörd är 951 millimeter. Den regnigaste månaden är september, med i genomsnitt 168 mm nederbörd, och den torraste är februari, med 12 mm nederbörd.